# Silviu Andrieș-Tabac
Silviu Andrieș-Tabac (n. 19 mai 1969, Chișinău, RSS Moldovenească, URSS) este un istoric specializat în heraldică din Republica Moldova, doctor în istorie, conferențiar cercetător, Heraldist de Stat al Republicii Moldova, șeful Cabinetului de heraldică din cadrul Aparatului Președintelui Republicii Moldova.

## Recunoaștere, distincții
La 25 martie 2014, președintele României Traian Băsescu a decorat mai multe personalități din Republica Moldova, printre care se numără și heraldistul Silviu Andrieș-Tabac, care a fost recompensat cu Ordinul "Meritul Cultural" - în grad de Ofițer, Categoria H - "Cercetarea științifică."